# Намибия на Играх доброй воли
Намибия принимала участие в летних Играх доброй воли один раз — в Играх 1994 года.
Спортивная делегация Намибии завоевала всего 1 медаль, не золотую.

## Медальный зачёт

### Медали на летних Играх
| Игры                 | Золото         | Серебро        | Бронза         | Всего          | Место          |
| 1986, 1990           | не участвовали | не участвовали | не участвовали | не участвовали | не участвовали |
| Санкт-Петербург 1994 | 0              | 1              | 0              | 1              | 39             |
| 1998                 | не участвовали | не участвовали | не участвовали | не участвовали | не участвовали |
| 2001                 | не участвовали | не участвовали | не участвовали | не участвовали | не участвовали |
| Всего                | 0              | 1              | 0              | 1              |                |